# Jerònima Galés
Felipa Jerònima Galés (? - València, octubre de 1587) fou una destacada impressora del segle xvi, activa a la ciutat de València. Fou dona i viuda, successivament, dels impressors Joan Mey i Pedro de Huete i mare dels també impressors Joan Felip i Pere Patrici.

## Vida i obra
Es desconeixen els orígens, procedència i condició de Jerònima Galés. Es creu que es va casar entre els setze i vint anys amb Joan Mey, prestigiós impressor d'origen flamenc, introductor de la tipografia grega i que utilitzà els caràcters d'estil aldí.
El 12 de febrer de 1550 Joan Mey fa testament i estableix hereva universal a la seva muller, Jerònima Galès, a qui encarrega el manteniment i educació dels fills que llavors tenien (Àngela Serafina, Ysabet Scolàstica, Joan Felip i Anna Ypòlita) i les directrius sobre el manteniment de l'empresa tipogràfica. Aquest mateix any comença a aparèixer Jerònima Galés a la documentació, com a col·laboradora del seu marit i com a impressora.
A mitjan 1552 Joan Mey es trasllada a Alcalá de Henares per a instal·lar una impremta, la qual funcionarà fins al 1554. A València, Jerònima Galés, la seva muller, manté el negoci familiar. En aquests tres anys surten de les premses de l'empresa familiar un bon nombre d'obres, entre d'altres, el Libro primero de arithmética algebrática (1552) de Marco Aurel, Pro lege Manilia oratio (1552) de Ciceró, Epitome libri de copia verborum Erasmi Roterdami (1552) de Francesc Joan Mas, Institutiones oratoriae (1552), Oratio de causis obscuritatis Aristoteleae, et de illarum remedijs (1554) i Institutionum physicarum quatuor libri priores collecti methodicus ex decretis Aristotelis (1554), tots tres de Pere Joan Nunyes, De sphaera mundi libri tres (1553) de Baltasar Manuel Bou, De urinis liber spurius Jano Cornario interprete (1553) de Galè, Institutionem dialecticarum (1553) de Petrus Ramus, Aphthonii clarissimi rhetoris progymnasmata (1553) de Juan Lorenzo Palmireno,  De mundi sphaera (1554) d'Oronce Finé, Segunda parte de la cavalleria celestial de las hojas de la rosa fragante (1554) de Jerónimo Sampedro o Libro compuesto por fray Anselmo Turmeda (1554) d'Anselm Turmeda.

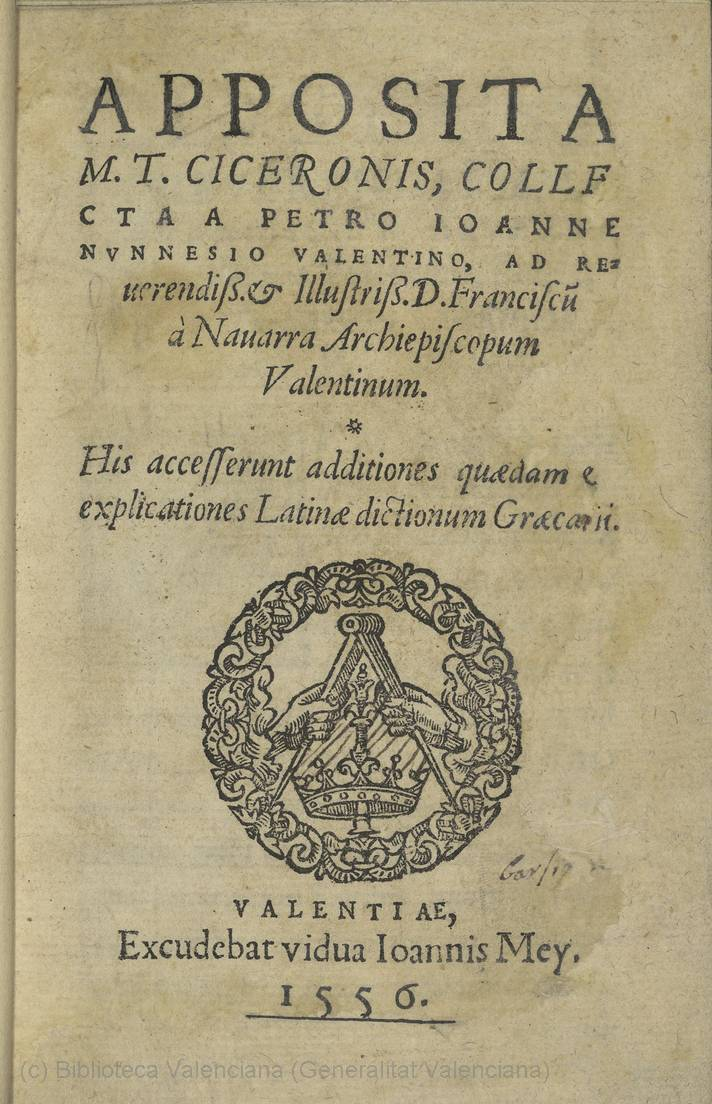
Portada de l'obra Apposita M.T. Ciceronis collecta (1556), recopilació de Pere Joan Nunyes.

L'1 de gener de 1556, mort el seu marit, el notari de la família, Lluís Joan Vaziero, publica el testament a instàncies de Jerònima Galés en la mateixa casa familiar. Ja viuda, es fa càrrec de la direcció de la impremta familiar. Des d'aleshores imprimeix com a viuda de Joan Mey o simplement figura el nom del seu marit, marca de prestigi que identifica l'obrador i que cal mantenir, inclús després d'estar maridada en segones núpcies. Així mateix, durant la seva viduïtat, Jerònima Galés exerceix oficialment com a impressora, disposa del seu dot i dels guanys adquirits durant el matrimoni, signa procuracions, contractes, càrrecs, àpoques i albarans i, a més a més, rep les ajudes pecuniàries del Consell municipal de València establides en vida del seu marit –30 lliures anuals– i els encàrrecs de l'Hospital General d'aquesta ciutat.
Una vegada al capdavant de l'empresa, Jerònima Galès continua el projecte editorial projectat pel seu marit i amplia la clientela, aconseguint la continuïtat de la impremta fins a dues generacions més. El programa d'edició cerca els organismes oficials –civils, eclesiàstics i universitaris– i els professionals liberals i, a més a més, eixampla el ventall de clients amb la publicació de comèdies i històries populars en romanç i obres religioses i de devoció de petit format.
La mort del seu marit no atura les premses i, així, des de 1556 fins al seu segon matrimoni amb Pedro de Huete, el 1559, publica, entre d'altres, obres de destacats humanistes com Institutiones grammaticae linguae graecae (1556) i Alphabetum graecum (1557) de Pere Joan Nunyes i Morborum internorum fere omnium et quorundam externorum curatio brevi methodo (1556) de Miquel Joan Pasqual; obres religioses com Breviarium secundum ritum sanctae ac devotae Cathedralis Ecclesiae Segobricensis (1556), Doctrina confessional per a les persones de órdens sacres y en alguns llochs útil a tots los altres confessants (1556) de Tomàs Real i Summa de la doctrina christiana (1557) de Domingo de Soto; clàssics grecollatins com els Apposita (1556) de Ciceró, recopilació de Pere Joan Nunyes; i obres institucionals com Chronica o commentari del gloriosissim rey en Jacme, rey de Arago, de Mallorques e de Valencia (1557) de Jaume I i Chronica o descripcio dels fets e hazanyes del inclyt rey don Jaume primer rey Darago, de Mallorques e de Valencia, e de molts de sos descendents (1558) de Ramon Muntaner.
Com en tota empresa familiar, els fills col·laboren i ajuden. Felip, el fill destinat a heretar la impremta com el mateix testament del seu pare reflecteix, aprèn l'ofici en aquests anys. Així, el 17 de gener de 1558 posa un epíleg a la Crònica de Muntaner en el qual es qualifica d'impressor i responsable de l'estampació d'aquesta obra.
Cap a 1558 o 1559 es casa amb Pedro de Huete –corrector i impressor–, la seva mà dreta a l'empresa en els darrers anys. No sembla que Jerònima es mogués per qüestions econòmiques o socials i el mateix marit aporta poc més que la seva capacitat tècnica. Tot fa pensar que fou una qüestió d'afecte. El febrer de 1559 ja estaven casats i el 19 de juny, el consell de la ciutat de València incrementen a 50 lliures la subvenció anual a la impremta i, a més a més, l'allarguen mentre duri la vida de tots dos.
Puesto que.l mugeril flaco bullicio

no deve entremeterse en arduas cosas,

pues luego dizen lenguas maliciosas,

que es sacar a las puertas de su quicio.

Si el voto mío vale por mi officio,

y haver sido una entre las más curiosas,

que de ver e imprimir las más famosas

historias ya tengo uso y exercicio.

Iovio latino deste tiempo ha sido

el más rico escritor, y más ilustre

que ha visto ni verá el suelo toscano.

Y hale dado español y de más lustre

el docto Villafranca, agradescido

serás a él, y a mi lector humano.
Entre 1559 i 1581, temps que es manté el matrimoni, surten nombroses obres. És el període en què Pedro de Huete dirigeix l'empresa familiar. De tota manera, en els primers anys, fins a 1568, la impremta segueix anomenant-se de Joan de Mey; després, ja apareix a nom de Pedro de Huete. Jerònima Galés, en aquests anys, no abandona la seva relació amb la impremta: contracta nous treballadors per a la impremta, apareix en els pagaments de l'Hospital General i en els preliminars del Libro de las historias y cosas acontecidas en Alemaña, España, Francia, Italia, Flandres, Inglaterra, reyno de Artois, Dacia, Grecia, Sclauonia, Egypto, Polonia, Turquia, India y mundo nuevo y en otros reynos y señorios, començando del tiempo del papa Leon y de la venida de Carlos quinto de España hasta su muerte (1562) de Paolo Giovio, publicant un sonet seu en el qual es mostra satisfeta d'haver exercit els seus coneixements i la seva experiència professional com a impressora, reivindicant el seu paper com a dona capacitada en l'ofici del món del llibre.
El 19 d'agost de 1566 Jerònima Galés, estant malalta, canvia algunes disposicions de les establertes en un testament anterior, de 1562, que no es conserva. La variació més significativa suposa apartar el seu marit de l'herència per no ser-li ja necessària per als guanys aconseguits aquests darrers anys i declarar hereu directe el seu fill Felip Mey, mentre deixa a Pedro de Huete tutor i curador dels seus fills. Quan el 25 de setembre de 1576 Pedro de Huete fa testament, deixa hereva a la seva muller, a condició que mantingui la impremta a València.

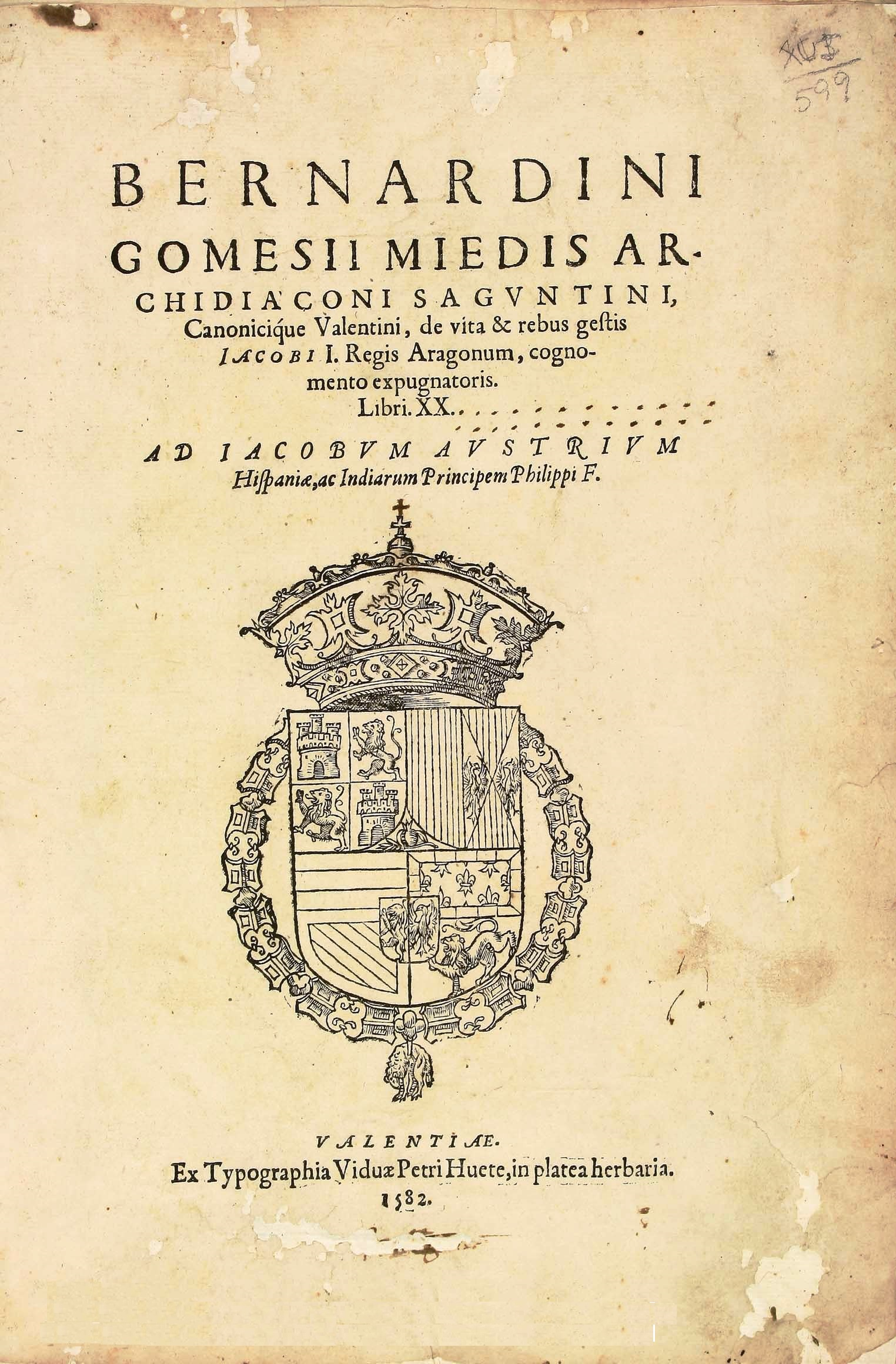
Portada de l'obra De vita et rebus Iacobi I (1582) de Bernardino Gómez Miedes.

Entre agost i octubre de 1580 mor Pedro de Huete i Jerònima Galés torna a dirigir la impremta familiar, en aquesta ocasió amb l'ajut del seu fill Pere Patrici. I en mig del canvi de propietat la impremta es veu implicada en un plet sobre el pagament dels drets de mercaderia d'un llibre publicat el 1577, el Missale romanum, exportat a Castella. Poc després, el 29 de gener de 1581, en aquesta nova conjuntura, Jerònima torna a fer testament en el qual nomena hereu a Pere Patrici Mey desplaçant d'aquesta condició al fill major, Joan Felip Mey, el qual ja hi havia rebut abans unes quantitats importants de diners, tant per a seguir els seus estudis com per a instal·lar a Tarragona una impremta pròpia.
Jerònima Galés, des del moment de la mort del seu segon marit torna a dirigir l'empresa però prepara la successió de l'exercici de l'ofici en la persona del seu fill Pere Patrici com quan, al poc, Jerònima signa dues procuracions al seu favor per a cobrar la subvenció del Consell i per a cobrar la impressió d'uns misals, o quan Pere Patrici apareix el 1582 com a impressor a la portada de l'epítom de les constitucions de l'Església valenciana, compilat per Bernardino Gómez Miedes, mentre en el colofó surt el nom oficial de la impremta, «Ex tipographia viduae Petri Huete».
A les darreries de 1580 surten de les premses les dues primeres obres amb el peu d'impremta «vídua de Pedro de Huete»: Consilium patrui, et nepotis Cosmi Clementis I.C. Valentini in causa ardua oppidi Andillae pro illustri don Hieronymo Diez Girono de Rebolledo in quo latissime dsputatur difficilis quaestro, an patruus in successione primogenii nepotem excludat, et pro nepote concluditur i Almanach o pronostico de effectos que se espera, segun las configuraciones de los planetas, y estrellas que han de succeder en diversas partes del mundo, y particularmente en el horizonte, desta insigne ciudad de Valencia, en el año 1581 de Bartomeu Antist.
Posteriorment, fins a la seva mort, el taller tipogràfic segueix el ritme de publicacions. Surten de les premses, entre d'altres, obres tècniques o tractats universitaris, com Brevis epitome in qua praecipua rhetoricae capita (1581) de Vicent Blai Garcia, El latino de repente (1582) i Dilucida conscribendi epistolas ratio (1585) de Juan Lorenzo Palmireno, Brevis ac compendiaria cyntaxis orationis institutio, ex variis scriptoribus collecta (1583) de Joan Torrella, Encomium eloquentissum et eruditissum philosophiae peripateticae (1584) de Antonio Juan Andreu de San José, Prima Grammaticae Latinae instituto, tribus libris explicata (1586) d'Andreu Sempere i Hanc circuli quadraturam inveniet (1587) de Jaume Joan Falcó; obres polítiques, eclesiàstiques o socials com Verdadero govierno desta monarchia, tomado por su propio subiecto la conservacion de la paz (1581) de Tomàs Cerdan de Tallada, De vita et rebus gestis Iacobi I regis Aragonum, cognomento expugnatoris, libri XX (1582) i la seva traducció al castellà La historia del muy alto e invencible rey don Iayme de Aragón, primero deste nombre llamado el Conquistador (1584) de Bernardino Gómez Miedes, Historia de las cosas más notables, ritos y costumbres del gran Reyno de la China, sabidas assí por los libros de los mesmos chinos, como por relación de los religiosos y otras personas que han estado en el dicho Reyno (1585) de Juan González de Mendoza i Synodus Diocesana Valentina (1585); clàssics grecollatins com Alcestis (1581) d'Eurípides; obres religioses com Verdadera relacion de la vida y muerte del padre fray Luys Bertran (1583) de Vicent Justinià Antist, Epitome eorum quae apud varios scriptores de Diis gentium leguntur (1584) de Juan Martínez Alegría, Practica y exercicio espiritual de una sierva de Dios sacado a luz por la buena memoria (1585) de Niccolò Sfondrati i Tratado llamado Camino de perfección (1587) de Teresa de Jesús, i obres d'entreteniment com Los amantes (1581) d'Andrés Rey de Artieda.
Tingué sis fills amb Joan Mey, dels que ens ha quedat constància, i cap del seu segon marit, Pedro de Huete. Mare i empresària alhora, estigué preocupada per assegurar una posició social per als seus descendents:
- Ángela Serafina Mey (abans 1550-abans 1581), muller d'Honorat Olzina, llibreter.
- Ysabet Scolàstica Mey (abans 1550-abans 1566).
- Joan Felip Mey (abans 1550-1612), casà amb Anna Maria (o Esperança) Llagostera.
- Anna Ypòlita Mey (abans 1550-després de 1581), casà amb Gaspar Sans, ciutadà d'Oriola.
- Francisca Egipcíaca Mey (1550/1556-després de 1581), muller de Benedicte Olgiat, mercader i ciutadà.
- Pere Patrici Mey (1550/1556-1623).

Mor a l'octubre de 1587, a casa seva. I fou soterrada, si es complí el seu darrer testament, a la capella de Nostra Senyora del Pòpulo de l'església de l'Hospital General de València. Joan Mey i Pedro de Huete, els seus marits, també elegiren l'Hospital General per a ésser soterrats, el que mostra una estreta vinculació familiar –i comercial– amb aquesta institució.